# Josip Pančić
Josip Pančić (također i Josif Pančić) (Ugrini, Bribir; 5. travnja 1814. – Beograd, 25. veljače 1888.), bio je hrvatski i srpski liječnik, botaničar i profesor prirodnih znanosti.

## Životopis
Josip Pančić rodio se u hrvatskoj obitelji u zaseoku Ugrini pokraj Bribira, u Hrvatskoj, 1888. godine. Roditelji Pančićevi, Pavao i Margareta, imali su petero djece, a Josip im je bio četvrto dijete. Otac Pavao bio mu je siromašni seljak, te nije mogao djecu školovati. Njegov brat Grgur koji se školovao, te završio filozofski i bogoslovni fakultet i nakon toga bio župnikom u Gospiću, preuzeo je brigu o školovanju Josipa a prije njega iškolovao je starijega mu brata Matu koji je postao svećenikom. Josip Pančić osnovnu školu završio je u Gospiću. Gimnaziju je pohađao od 1824. godine u Rijeci, a od 1830. godine studirao mudroslovlje na zagrebačkoj visokoj školi. Nezadovoljan visokom školom u kojoj su prirodne znanosti bile vrlo malo zastupljene odlučio se je na promjenu te je 1832. godine otišao u Peštu gdje je upisao Medicinski fakultet, na kojemu je 1842. godine postao doktorom medicine. Nakon deset godina studija u Pešti 1842. godine napisao je doktorsku disertaciju iz botanike na latinskome jeziku pod nazivom Taxilogia botanica, posvetivši je stricu Grguru. Nakon toga jedno vrijeme radio je privatno kao liječnik u Budimu, a potom u Banatu dvije godine. Nakon toga boravio je u rodnome kraju i tom prigodom penjao se je po brdima iznad Bribira, po planini i bribirskoj šumi, a išao je i na Velebit, prikupivši dosta biljaka iz flore Primorja i Vinodola. Potom je otišao u Beč, gdje je ostao godinu dana kako bi determinirao (odredio) prikupljeni biljni materijal. To je napravio u bečkome Prirodoslovnome muzeju, prateći u isto vrijeme predavanja tada glasovitoga botaničara Endlichera. Za vrijeme boravka u Beču upoznao se je s Vukom Karadžićem koji ga je, zainteresiravši se za Pančićev rad, savjetovao neka ide u Srbiju, što je ovaj prihvatio, te je 1846. godine došao u Beograd gdje Karadžićeve preporuke nisu urodile plodom. Pančić se htio vratiti, no u to vrijeme dobio je poziv za mjesto privremenoga liječnika u tvornici stakla kod Jagodine što je i prihvatio. 
Početkom 1849. godine vjenčao se s Ljudmilom, kćeri baruna inž. Franza von Kordona, s kojom je imao sedmero djece. Godine 1853. bio je imenovan profesorom prirodopisa i agronomije na beogradskome Liceju (od 1863. godine Velika škola). Tu je osnovao prirodoslovnu zbirku, knjižnicu i prirodoslovni kabinet, a utemeljio je i botanički vrt. Napisao je udžbenike iz zoologije (1864.), mineralogije i geologije (1867.), te botanike (1868.). Bio je rektorom Velike škole (1866. – 1874.). Godine 1884. bio je postavljen za člana Državnoga savjeta, što se je tada smatralo najvišim stupnjem u nečijoj činovničkoj karijeri. Bio je prvim predsjednikom Srpske kraljevske akademije, položaj na koji je imenovan 5. travnja 1887. godine. Bio je članom JAZU (dopisni član od 1867. godine) i Srpske kraljevske akademije, te članom Srpskog učenog društva, Srpskog liječničkog društva, počasnim članom bavarskoga društva Polichia, Brandenburškoga botaničkoga društva, Zoološko-botaničkoga društva u Beču (od 1853. godine), Bečkoga geološkoga instituta, a od 1869. godine bio je dopisnim članom Mađarske akademije znanosti.
Otkrio je brojne biljne i životinjske vrste, kao i novu vrstu crnogorice Picea omorika koja je po njemu nazvana Pančićeva omorika. Otkrio ju je 1875. godine kod Zaovine i Rastišta na Drini.
Umro je 25.veljače 1888. godine u Beogradu, a pokopan je na starom beogradskom groblju. Njegovi posmrtni ostatci, po njegovoj želji, preneseni su na vrh Kopaonika. Posmrtni ostatci Josipa Pančića i njegove supruge Ljudmile prenijeti su 1951. godine u mauzolej koji je tamo sagrađen, i od tada vrh Kopaonika nosi naziv Pančićev vrh.
Kada se citira Pančićev doprinos botaničkom imenu, rabi se oznaka Pančić.

## Djela
Nepotpun popis:
- Ribe u Srbiji, 1860.
- Flora u okolici Beograda, 1864. (6. izd. objavljeno 1892.)
- Ptice u Srbiji, 1867.
- Kopaonik i njegovo podgorje, 1869.
- Šumsko drveće i šiblje u Srbiji, 1871.
- Flora Kneževine Srbije, 1874.
- Flora Crne Gore, 1875. (na lat.)
- Građa za floru Kneževine Bugarske, 1883.
- Ortoptere u Srbiji, 1883.
- Dodatak Flori Kneževine Srbije, 1884.
- Ribarstvo u Srbiji, 1886.

## Vanjske poveznice
- Barbarić, Ivan. Uz 200. obljetnicu rođenja dr. Josipa Pančića (1814. – 1888.) // Vinodolski zbornik, br. 15. (2014.), str. 87. – 104. (Hrčak)
- Bogoslav Šulek, Dr. Josip Pančić, Ljetopis Jugoslavenske akademije znanosti i umjetnosti za godinu 1889., sv. 4, u Zagrebu 1889., Digitalna zbirka Hrvatske akademije znanosti i umjetnosti (DiZbi.HAZU)
- (srp.) Pančićevi botanički radovi